# Daliangtun Shuiku
Daliangtun Shuiku (kinesiska: 大梁屯水库) är en reservoar i Kina. Den ligger i provinsen Liaoning, i den nordöstra delen av landet, omkring 270 kilometer söder om provinshuvudstaden Shenyang. Daliangtun Shuiku ligger 32 meter över havet. Arean är 1,2 kvadratkilometer. Trakten runt Daliangtun Shuiku består till största delen av jordbruksmark. Den sträcker sig 1,7 kilometer i nord-sydlig riktning, och 1,1 kilometer i öst-västlig riktning.
Genomsnittlig årsnederbörd är 850 millimeter. Den regnigaste månaden är juli, med i genomsnitt 302 mm nederbörd, och den torraste är januari, med 11 mm nederbörd.